# Peruanische Beachhandball-Nationalmannschaft der Frauen
Die peruanische Beachhandball-Nationalmannschaft der Frauen repräsentiert den peruanischen Handball-Verband als Auswahlmannschaft auf internationaler Ebene bei Länderspielen im Beachhandball gegen Mannschaften anderer nationaler Verbände.
Eine als Unterbau fungierende Nationalmannschaft der Juniorinnen wurde noch nicht gegründet. Das männliche Pendant ist die Peruanische Beachhandball-Nationalmannschaft der Männer.

## Geschichte
Peru gründete erstmals eine Nationalmannschaft für die im heimischen Lima ausgetragenen Juegos Bolivarianos de Playa 2012. Auch zwei Jahre später an selber Stelle und auch 2016 in Iquique, Chile nahm die Mannschaft Perus erneut an den weiteren Juegos Bolivarianos de Playa teil. Alle drei Male belegte das Team den letzten Rang. Erst 2019 nahm Peru im Rahmen der Südamerikanischen Beach Games an einer anderen Meisterschaft mit ihrer Nationalmannschaft teil und belegte auch dort den siebten und letzten Platz.

## Trainer
Cheftrainer/-in
- 2020: Luna Paz[4]

## Teilnahmen
| World Games - 2001: keine Teilnahme - 2005: keine Teilnahme - 2009: nicht qualifiziert - 2013: nicht qualifiziert - 2017: nicht qualifiziert - 2022: nicht qualifiziert World Beach Games - 2019: nicht qualifiziert - 2023: | Weltmeisterschaften - 2001: abgesagt - 2004: nicht qualifiziert - 2006: nicht qualifiziert - 2008: nicht qualifiziert - 2010: nicht qualifiziert - 2012: nicht qualifiziert - 2014: nicht qualifiziert - 2016: nicht qualifiziert - 2018: nicht qualifiziert - 2020: qualifiziert, abgesagt - 2022: nicht qualifiziert | South-American Beach Games - 2009: keine Teilnahme - 2011: keine Teilnahme - 2014: keine Teilnahme - 2019: 7. - 2023: Juegos Bolivarianos de Playa - 2012: 7. - 2014: 6. - 2016: 5. | Pan-Amerikanische Meisterschaften - 2004: keine Teilnahme - 2008: keine Teilnahme - 2012: keine Teilnahme - 2014: keine Teilnahme - 2016: keine Teilnahme - 2018: keine Teilnahme Süd- und Mittelamerikanische Meisterschaften - 2019: keine Teilnahme - 2022: keine Teilnahme |

- BBG 2012: Maria Pía Cervantes Benavides • Verónica Beatriz Gálvez Muñoz • Carla Gamarra Herrera • Andrea Lizana Lizaraso • Zonia Maria Lostaunau Cappelletti • Krisley Matos Reina • Stephanie Christie Ñaupari Cruzatti • Fiorella Rodriguez Campian[5]

- BBG 2014: Tifany Lilibeth Angulo Marino • Derly Stephanie Gálvez Casapia • Verónica Beatriz Gálvez Muñoz • Zonia Maria Lostaunau Cappelletti • Maria Fernanda Mori • Karoline Sthefanie Salcedo Ipenza • Kelly Servat Fuentes • Anghiluz Tincopa Valencia • Fabiana Cecilia Zerillo Toledo • Natalia Rosa Amanda Zevallos Muñoz[6]

- BBG 2016: Almendra Burgos Soto • Eara Carrasco Diaz • Katia Fernandez Medina • Veronica Galvez Muñoz • Manuela Gutierrez Vizurraga • Zoila Rosa Emilia Huaman Correa • Fiorella Rodriguez Campian • Gabriela Santivañez Flores • Cynthia Silva Jugo • Natalia Zevallos Muñoz[7]

- SABG 2019: Kader derzeit nicht bekannt